# Música 1
Música 1 fue un programa español de televisión. emitido entre 2004 y 2006 por la cadena pública TVE.

## Formato
Programa musical destinado al público juvenil, con entrevistas y actuaciones en directo de los grupos y cantantes más relevantes del momento.

## Historia
El programa nació como una renovación de su inmediato predecesor, Música sí, igualmente emitido los sábados por la mañana. De éste cambiaron decorados, secciones, dirección y presentadores, excepto Natalia Robres, si bien la esencia del programa era continuista. Junto a ella, la actriz Elsa Pinilla y el debutante Juanma Díez.
Los cambios, sin embargo, no terminaron de cuajar entre la audiencia (la audiencia media de ese tiempo no superó el 12% de cuota de pantalla) y tan solo seis meses después de su estreno, los tres presentadores iniciales fueron remplazados. Se recuperó a Neil Solé, que había conducido el veterano Música sí y se fichó a Ainhoa Arbizu, que había trabajado en Operación Triunfo.
Tras un parón de seis meses, el programa volvió a emitise desde el 6 de marzo de 2006, en horario de madrugada y de lunes a jueves, conservando la pareja de presentadores pero reduciendo su duración a media hora.

## Artistas invitados
Entre los artistas que han pasado por el plató de Músicauno pueden mencionarse:
Entre los grupos musicales:
- Alazán
- Amaral
- Andy y Lucas
- Busted
- Café Quijano
- Camela
- Celtas Cortos
- Danza Invisible
- El Barrio
- El Canto del Loco
- El Sueño de Morfeo
- Estopa
- Fangoria
- Hanson
- Jarabe de Palo
- La Oreja de Van Gogh
- La Unión
- La Casa Azul
- La Quinta Estación
- Las Ketchup
- Las Niñas
- Las Supremas de Móstoles
- Los Caños
- Los Secretos
- M Clan
- Marlango
- Maroon 5
- Modestia Aparte
- Nancys Rubias
- Nena Daconte
- OBK
- Orishas
- O-Zone
- Pereza
- Presuntos Implicados
- Santa Justa Klan
- Son de Sol
- The Corrs
- UPA Dance

Entre solistas:
- Ainhoa Cantalapiedra
- Alanis Morissette
- Alba Molina
- Alejandro Fernández
- Alejandro Sanz
- Álex Ubago
- Ana Torroja
- Anastacia
- Bebe
- Beth
- Carlinhos Brown
- Carlos Baute
- Carlos Vives
- Chenoa
- Chucho Valdés
- Coque Malla
- Coti
- David Bisbal
- David Bustamante
- David Civera
- David de María
- Diego Torres
- El Arrebato
- Enrique Bunbury
- Falete
- Fran Perea
- Gusanito
- Gisela
- Hugo Salazar
- Ismael Serrano
- José Mercé
- Juanes
- Julieta Venegas
- Kate Ryan
- Laura Pausini
- Lenny Kravitz
- Lisa Stansfield
- Loquillo
- Luz Casal
- Malú
- Manolo García
- Manuel Carrasco
- Marc Anthony
- María Isabel
- Mario Vaquerizo
- Marta Sánchez
- Melendi
- Merche
- Miguel Bosé
- Miguel Nández
- Miguel Ríos
- Mikel Erentxun
- Nek
- Nelly Furtado
- Niña Pastori
- Nuria Fergó
- Pasión Vega
- Pastora Soler
- Paulina Rubio
- Ramón
- Raúl
- Rosa
- Rosario Flores
- Roser
- Sergio Dalma
- Tamara
- Tiziano Ferro
- Juan Antonio Valderrama
- Zucchero